# Chris Maragos
Chris Maragos (Racine, 6 gennaio 1987) è un giocatore di football americano statunitense che gioca nel ruolo di safety per i Philadelphia Eagles della National Football League (NFL). Dopo non essere stato scelto nel Draft NFL 2010 firmò come free agent con i San Francisco 49ers. Al college ha giocato a football all’Università del Wisconsin.

## Carriera professionistica

### San Francisco 49ers
Dopo non essere stato scelto nel Draft 2010, Maragos il 26 aprile 2010 firmò coi San Francisco 49ers. Il 5 settembre, Chris fu inserito nella squadra di allenamento dei 49ers. Il 18 ottobre fu promosso nel roster attivo ma dieci giorni dopo tornò nella squadra di allenamento. Il 30 novembre fu nuovamente promosso nel roster attivo e il 5 dicembre mise a segno il suo primo tackle in carriera contro i Green Bay Packers. Fu svincolato dai 49ers il 3 settembre 2011.

### Seattle Seahawks
Il 22 settembre 2011, Maragos firmò per far parte della squadra di allenamento dei Seattle Sehawks. Il 22 ottobre fu promosso nel roster attivo e da quel momento disputò 11 partitem chiudendo la stagione 2011 con 12 tackle, di cui 9 solitari e 3 assistiti. La stagione successiva disputò tutte le 16 partite, nessuna delle quali come titolare, mettendo a segno 11 tackle. Nel 2013 disputò ancora tutte le gare della stagione regolare con 12 tackle. Il 2 febbraio 2014 vinse il Super Bowl XLVIII quando i Seahawks batterono i Denver Broncos per 43-8.

### Philadelphia Eagles
Il 12 marzo 2014, Maragos firmò un contratto triennale con i Philadelphia Eagles. Nella settimana 13 della stagione 2015, bloccò un punt che il compagno Najee Goode ritornò in touchdown, contribuendo alla vittoria a sorpresa sui New England Patriots campioni in carica.

## Palmarès

### Franchigia
- Super Bowl : 2

Seattle Seahawks: XLVIII
Philadelphia Eagles: LII
- National Football Conference Championship: 1

Seattle Seahawks: 2013
Philadelphia Eagles: 2017